# كارل فالك (محامي)
كارل فالك (بالنرويجية البوكمول: Carl Falck)‏ هو شخصية أعمال ومحامي نرويجي، ولد في 27 مايو 1907 في تونسبرغ في النرويج، وتوفي في 23 يوليو 2016 في أوسلو في النرويج.